# Utopian Land
«Utopian Land» —en español: «Tierra utópica»— es una canción compuesta por Vladimiros Sofianides e interpretada en , griego, griego póntico e inglés por la banda Argo. Fue elegida para representar a Grecia en el Festival de la Canción de Eurovisión de 2016 mediante una elección interna.

## Festival de Eurovisión

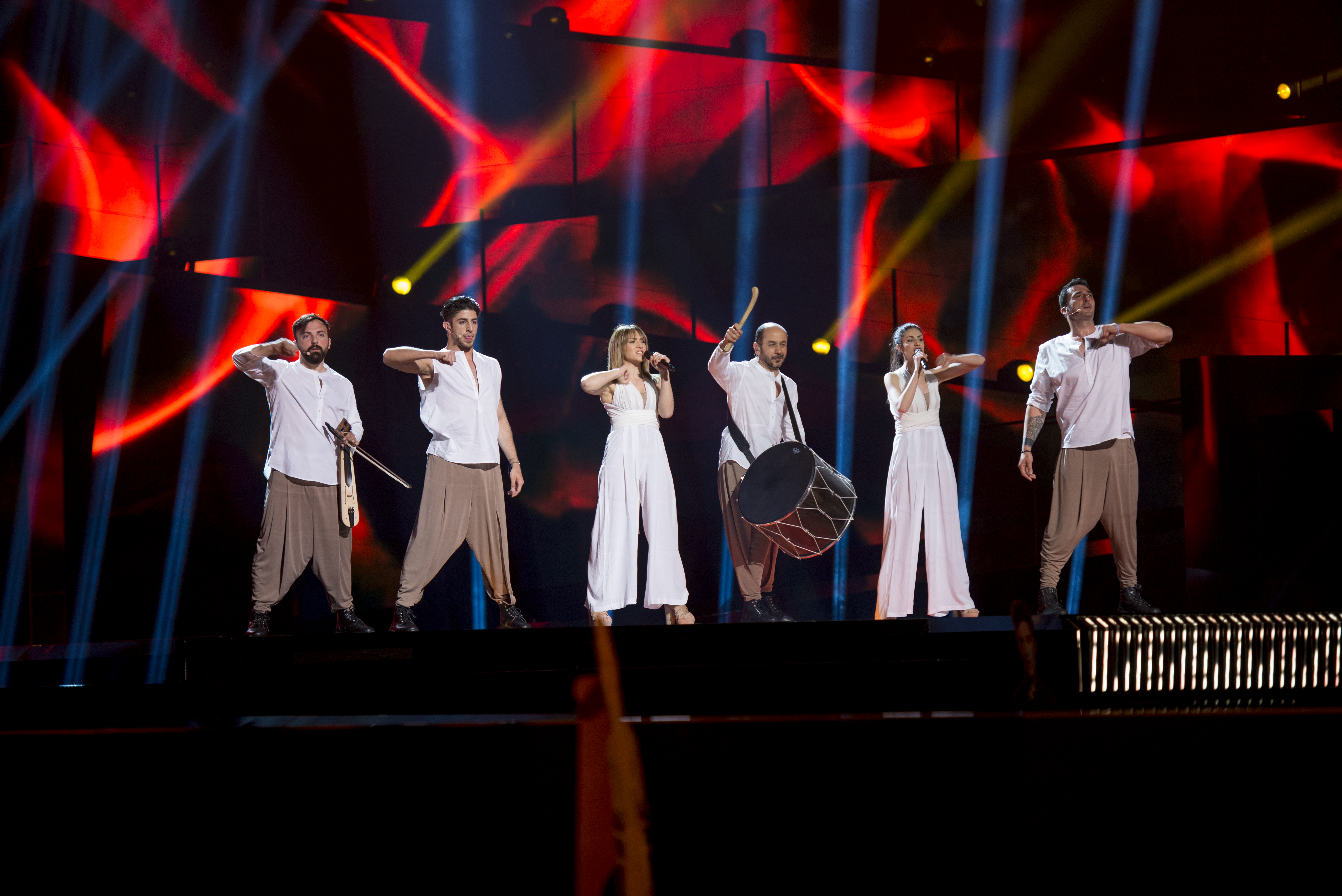
Argo interpretando la canción durante el Festival de la Canción de Eurovisión 2016.

### Elección interna
El 2 de febrero de 2016, la Radiotelevisión helénica (ERT) anunció que seleccionarían su representante en el Festival de la Canción de Eurovisión de 2016 internamente. Esta fue la primera vez desde 2004 que Grecia no usaba una final nacional para seleccionar a su artista y/o canción. La canción seleccionada fue «Utopian land» El 9 de ese mes, la ERT organizó un comunicado que confirmó que la banda Argo representaría a Grecia en el Festival. Como agradecimiento a la canción, el director de la ERT, Dionisis Tsaknis, declaró: «La canción tiene fuertes sonidos étnicos y balcánicos, pero no de una manera tradicional. Es una canción emocionante en griego, dando la propia identidad del país al certamen. Las letras se referirán a la crisis de refugiados y las dificultades financieras a las que nos estamos enfrentando, pero la canción es realmente feliz y optimista».
La canción se presentó mediante los canales ERA 1, ERA 2 y KOSMOS. El videoclip oficial fue producido por Beetroot productions y grabado en Thessaloniki.

### Festival de la Canción de Eurovisión 2016
Esta canción fue la representación griega en el Festival de la Canción de Eurovisión 2016.
El 25 de diciembre de 2016, se organizó un sorteo de asignación en el que se colocaba a cada país en una de las dos semifinales, además de decidir en qué mitad del certamen actuarían.
Así, la canción fue interpretada en segundo lugar durante la primera semifinal, celebrada el 10 de mayo de ese año, precedida por Finlandia con Sandhja interpretando «Sing it away» y seguida por Moldavia con Lidia Isac interpretando «Falling stars». Durante la emisión del certamen, la canción no fue anunciada entre los diez temas elegidos para pasar a la final y por lo tanto no cualificó para competir en ésta. Más tarde se reveló que Grecia había quedado en 16º puesto de los 18 países participantes de la semifinal con 44 puntos.